# Dương vật giả thâm nhập kép

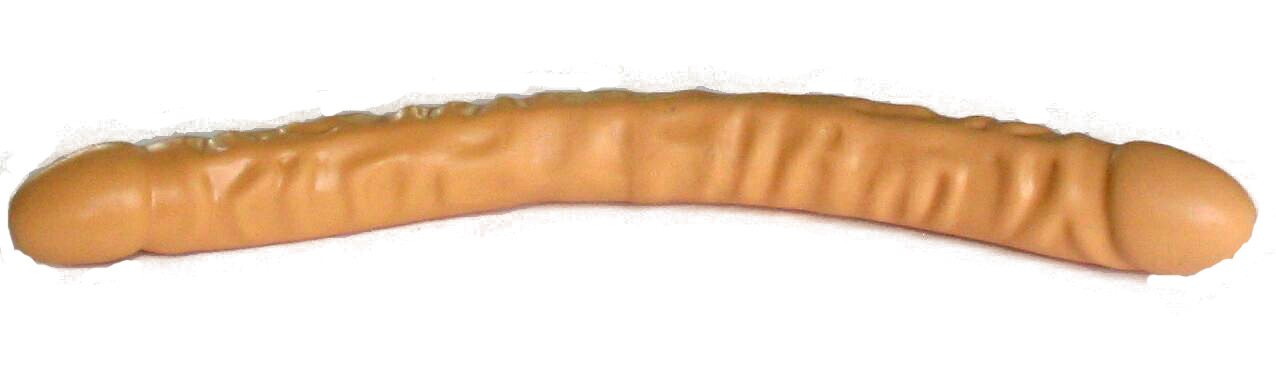
Dương vật giả kép bằng cao su dài 18 inch

Dương vật giả thâm nhập kép, dương vật giả kép (tên thường gọi là "dương vật giả hai đầu") là một loại đồ chơi tình dục, một loại dương vật giả cho phép thâm nhập đồng thời hai lỗ của cơ thể cùng một lúc, của một hoặc hai người. Nó được thiết kế dưới dạng hai bộ phận kích thích thâm nhập (có hoặc không có hình dương vật) nằm riêng biệt, hoặc cố định trên một trục duy nhất. Một số dương vật giả hai đầu có một động cơ rung biến chúng trở thành một máy rung thâm nhập kép.

## Sử dụng
Ba dạng tình dục sau đây có thể được thực hiện với việc sử dụng dương vật giả thâm nhập kép:
- Âm đạo - âm đạo. Một số phụ nữ sử dụng dương vật giả có hai đầu như một phần của cuộc chơi tình dục của họ với người phụ nữ thứ hai. Bản chất hai đầu của dương vật giả này cho phép thâm nhập vào hai âm đạo cùng một lúc.
- Âm đạo - hậu môn. Đa số các dương vật giả thâm nhập kép được thiết kế để kích thích đồng thời hậu môn và vùng kích thích tình dục âm đạo, nhưng với các thiết bị "hai đầu" được làm thon dài, hai đối tác có thể sử dụng chung thiết bị cùng một lúc. Nó thậm chí có thể được sử dụng để pegging, khi một người phụ nữ thâm nhập vào hậu môn của một người đàn ông.
- Hậu môn - hậu môn. Hầu hết dương vật giả hai đầu có thể được sử dụng để thâm nhập hậu môn của cả hai đối tác.

Quan hệ tình dục mô phỏng bằng miệng cũng có thể được thực hiện trên dương vật giả này.

## Phân loại

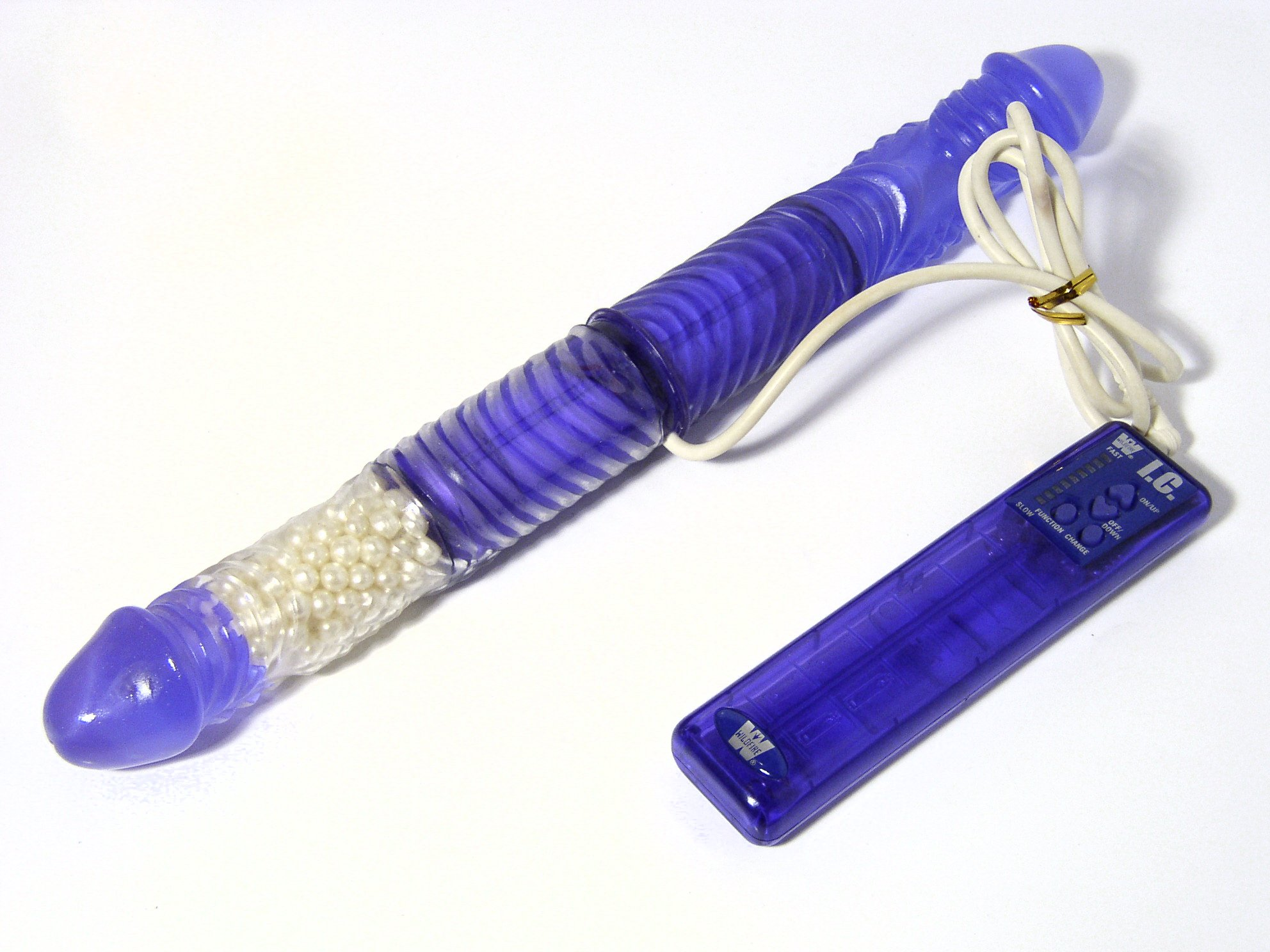
Dương vật giả đôi có bộ phận rung xoay điều khiển từ xa ở một bên

- Dương vật giả hai đầu (double-ended dildo) hay còn gọi là DED, hay dương vật giả hai bên (double-sided dildo). Gắn liền với các dụng cụ làm tình cho người đồng tính nữ, dương vật giả hai đầu còn được phụ nữ khác giới sử dụng để thâm nhập đồng thời qua đường hậu môn và âm đạo. Dương vật giả này thường được làm từ chất liệu mềm dẻo (như nhựa hoặc một số dạng cao su) cho phép thay đổi hình dạng của trục theo ý muốn của người dùng: uốn cong theo hình chữ C hoặc để thẳng. Tuy nhiên, trong quá khứ, chúng thường được làm bằng gỗ: ví dụ như Haberlandt (1899) có minh họa một dương vật giả hai đầu dạng thẳng như vậy có ở Zanzibar vào cuối thế kỷ 19.
- Máy kích thích hậu môn và âm đạo trên trục đơn. Những loại dương vật giả hay máy rung này nhằm mục đích kích thích người dùng qua đường hậu môn và âm đạo. Một trục có chiều dài và chiều rộng nhỏ hơn được gắn vào trục còn lại được đưa vào các vùng kích thích hậu môn và âm đạo ở phụ nữ. Trong đồ chơi tình dục rung có thể có hai động cơ ở cả hai trục được điều khiển cùng nhau hoặc riêng biệt.
- Bộ dụng cụ gồm hai máy rung hoặc dương vật giả riêng biệt sử dụng đồng thời. Loại này là một bộ máy rung và dương vật giả không kết nối với nhau hoặc kết nối bằng dây gắn vào bảng điều khiển duy nhất. Chúng được sử dụng đồng thời hoặc riêng biệt để kích thích các khu vực sinh dục của cả hai đối tác. Loại này di động hơn và là một thiết bị có thể cung cấp nhiều khả năng hơn cho các cuộc yêu khi có hoặc không có (các) đối tác.[1][2]
- Dương vật giả hai đầu / hai mặt không có dây đeo và rảnh tay. Thành tựu công nghệ mới nhất là loại đeo không dây hoàn toàn mới. Một ví dụ đặc biệt trong số này là Feeldoe, Sysil, Super Strapless Silicone Dildo, Share, Nexus Maximus và Transfer, chúng có một bầu hình quả trứng được thiết kế để đưa vào âm đạo hoặc hậu môn của người đeo.

## Vật liệu
- Cao su thạch ("thạch"). Vật liệu đồ chơi tình dục phổ biến nhất, thuận tiện cho việc thiết kế bất kỳ hình dạng và kết cấu nào của trục. Nó có nhiều màu sắc khác nhau, mặc dù thạch có xu hướng bị biến màu và suy giảm chất lượng theo thời gian. Chất liệu này có chứa hóa chất gọi là phthalate, được cho là có hại cho sức khỏe sinh sản và phụ khoa. Không giống như silicone (bên dưới), vật liệu này xốp, có nghĩa là nó có thể chứa vi khuẩn.
- Silicon. Dương vật giả và máy rung làm bằng vật liệu này bền và có đặc tính không xốp tuyệt vời, vì vậy chúng dễ dàng làm sạch và bảo trì.
- Cao su tự nhiên. Nhiều dương vật giả thực tế được làm bằng cao su - một vật liệu vừa dẻo vừa đủ linh hoạt để thâm nhập hiệu quả. Giống như thạch, cao su cũng xốp.
- Thủy tinh. Dương vật giả hai đầu bằng thủy tinh thường được tạo ra với kiểu dáng nguyên bản đặc biệt. Thủy tinh là chất liệu mịn và chắc chắn, mang lại cảm giác mát lạnh khi sử dụng. Nó cũng có thể được ướp lạnh và làm ấm cho các cảm giác khác nhau. Thông thường, dương vật giả bằng thủy tinh được làm từ một loại thủy tinh borosilicat đặc biệt, trong đó Pyrex, Schott-Duranglas và Simax là phù hợp nhất.
- Chất dẻo. Vật liệu không xốp và không chứa phthalate này thường được sử dụng để tạo dương vật giả hai đầu.